# Muminjon Abdullaev
Muminjon Abdullaev (Samarcanda, 24 dicembre 1989) è un lottatore uzbeko, specializzato nella lotta greco-romana.

## Palmarès
- Campionati asiatici

Nuova Delhi 2010: bronzo nei 96 kg.
Nuova Delhi 2017: bronzo nei 130 kg.
Biškek 2018: argento nei 130 kg.
Xi'An 2019: argento nei 130 kg.
Ulaanbaatar 2022: bronzo nei 130 kg.
- Giochi asiatici

Giacarta 2018: oro nei 130 kg
- Giochi asiatici indoor e di arti marziali

Ashgabat 2017: bronzo nei 130 kg.
- Giochi della solidarietà islamica

Baku 2017: argento nei 130 kg.